# Return of the Dapper Men
 (janvier 2025).
Si vous disposez d'ouvrages ou d'articles de référence ou si vous connaissez des sites web de qualité traitant du thème abordé ici, merci de compléter l'article en donnant les références utiles à sa vérifiabilité et en les liant à la section « Notes et références ».
Pour les articles homonymes, voir Dapper.
Return of the Dapper Men (« Le Retour des hommes élégants ») est une bande dessinée écrite par Jim McCann et illustrée par Janet K. Lee. Elle a été publiée en 2010 aux États-Unis par Archaia Entertainment. Elle raconte l'arrivée de 314 hommes élégamment vêtus dans un monde où le temps s'est arrêté depuis longtemps, où les enfants ont cessé de grandir et où les machines produisent tout de manière autonome. Ayden, le dernier petit garçon à se poser des questions, Zoe, une petite fille robotique, et l'homme élégant no 41 s'associent pour découvrir ce qui a fait s'arrêter le temps.

## Prix et récompenses
- 2011 : Prix Eisner du meilleur album